# Gelis ostarrichi
Gelis ostarrichi är en stekelart som beskrevs av Schwarz 1996. Gelis ostarrichi ingår i släktet Gelis och familjen brokparasitsteklar. Inga underarter finns listade i Catalogue of Life.